# كينجي ناكادا
كينجي ناكادا (باليابانية: 仲田 建二) (مواليد 4 أكتوبر 1973)، هو لاعب كرة قدم ياباني سابق كان يلعب كمدافع.

## وصلات خارجية
- كينجي ناكادا على موقع رابطة كرة القدم اليابانية للمحترفين (اليابانية)
- كينجي ناكادا على موقع قاعدة بيانات كرة القدم.إي يو (الإنجليزية)
- كينجي ناكادا على موقع Soccerway.com (الإنجليزية)